# Francesco Rossi (agrimensore)
Francesco Tommaso Rossi (Scavarda, 21 dicembre 1794 – Torino, 15 febbraio 1858) è stato uno scienziato italiano, scopritore del reale dislivello (pendenza) che caratterizzava e caratterizza la pianura vercellese (piemontese) e inventore, ideatore primo e unico (1842) e primo progettista (1844-1846) di un canale da derivarsi dal fiume Po, poi realizzato in variante (progetto demaniale dell'ing. Carlo Noè) col nome di Canale Cavour.
Il suo nome appare per primo sulla targa apposta all'edificio di presa a Chivasso (punto di derivazione) insieme a quelli dell'ing. Carlo Noè e dei ministri Ottavio Thaon di Revel e Camillo Benso di Cavour.

## Biografia
Francesco Rossi nasce a Scavarda, una piccola frazione di cascinali nei pressi di Vinzaglio, all'estremo lembo della provincia di Novara e a pochi chilometri dalla città di Vercelli, da una famiglia modesta di contadini. Il suo atto di nascita e battesimo (21 dicembre 1794), scritto in latino, riporta Tommaso come secondo nome.
Si sposa in giovane età ed intraprende studi e un'attività come geometra, abbandonandola per insoddisfazione e dedicandosi all'agricoltura e alla pratica agrimensoria (attività di antichissima origine, risalente all'Egitto, e di lunga tradizione, in Grecia e a Roma, in specie, equiparabile a quella di un geometra di campagna o misuratore dei campi e del terreno; un agrimensore poteva essere impiegato come perito e consulente da notai ed avvocati e per dirimere controversie tra privati e comunità proprietari di un terreno).
Intorno al 1820 si accorda con il Marchese Michele Benso di Cavour, già padre di Gustavo e Camillo (il futuro politico statista), proprietario della tenuta di Leri (e Montarucco), divenendone l'agente generale di fiducia (ruolo che manterrà per ben 16 anni fino al 1835). La tenuta era un investimento fatto dal Marchese Michele Benso nel 1818 (acquisto in società da Camillo Borghese che, a sua volta, l'aveva ricevuta da Napoleone in cambio della galleria d'arte posseduta e a lui ceduta), divenuta poi di esclusiva proprietà del Marchese, nel 1822, in seguito ad un'estrazione a sorte tra i soci.
Nel giugno del 1835, il 19, Francesco Rossi viene confermato alla direzione della tenuta dal Marchese Michele che a fine giugno, il 27, si trasferisce a Torino per assumere un importante incarico in polizia, in assenza del giovane figlio cadetto Camillo, ancora in viaggio d'istruzione in Europa (Francia, Inghilterra, Belgio) e di rientro a breve in Piemonte. Rossi deve, pertanto, coprire la vacanza del proprietario ed è gratificato con un compenso extra, in segno di fiducia e stima.
Camillo Benso, conte di Cavour, tornato a Torino, arriva a Leri l'11 agosto per prendere prima una visione della tenuta e poi per assumerne la direzione a San Martino (11 novembre), licenziando il Rossi (anche a nome del padre), fatto dovuto anche a diverse vedute sul modo di condurre la tenuta. Pertanto, il quasi quarantunenne Rossi, è costretto a lasciare Leri per la decisione presa da un appena venticinquenne Cavour, ancora privo di esperienza in materia agraria ma con un bagaglio di conoscenze e novità appena apprese all'estero. Francesco Rossi decide, quindi, di ritornare all'agricoltura per proprio conto prendendo in affitto alcuni terreni del Capitolo metropolitano di Vercelli ossia terreni religiosi.
Questo periodo del dopo Leri e fino al 1842 è oscuro ma di certo preparatorio della grande e luminosa idea che l'agrimensore viene maturando, in perfetta sintonia con i suoi tempi e con la realtà agricola ed irrigua del Piemonte sabaudo della Restaurazione e pre-risorgimentale: un'idea che poteva scaturire solo da un uomo legato all'agricoltura a favore della stessa.
Francesco Rossi si rende, infatti, protagonista di una scoperta (scoprendo le caratteristiche reali della pianura vercellese in controtendenza con la credenza errata generale), innanzi tutto, e poi di un'invenzione (quella di un canale con una derivazione impensata e ritenuta impossibile, dal fiume Po).